# Chroicocephalus hartlaubii
La gaviota plateada sudafricana o gaviota de Hartlaub (Chroicocephalus hartlaubii) es una especie de ave caradriforme de la familia Laridae endémica de la costa del atlántica de Sudáfrica y Namibia. Aunque es predominantemente costera o estuarina, no es una especie pelágica, y rara vez se ve en alta mar lejos de la costa. Anteriormente era considerada como una subespecie de la gaviota plateada (C. novaehollandiae) y, como es el caso con muchas gaviotas, tradicionalmente ha sido colocado en el género Larus pero ahora se coloca en el género Chroicocephalus. El nombre de la especie conmemora el médico y zoólogo alemán, Gustav Hartlaub.

## Descripción

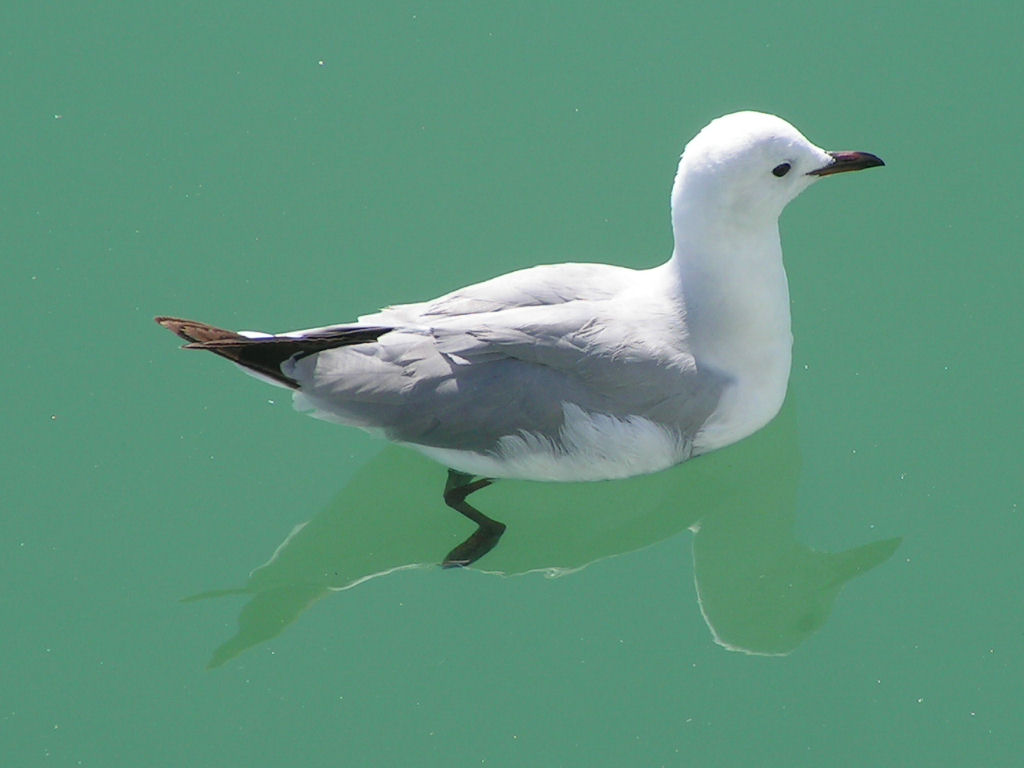
Especimen en el agua en Ciudad del Cabo (Sudáfrica).

Mide unos 36-38 cm de longitud. Es principalmente blanca con la parte posterior y las alas grises, las puntas de las alas son negras y el pico y patas de color rojo oscuro. En la temporada de cría posee una capucha gris lavanda muy tenue, pero el resto de tiempo tiene una cabeza blanca simple. Ambos sexos son similares en apariencia. Esta especie difiere de la ligeramente más grande gaviota cabecigrís (Chroicocephalus cirrocephalus) en su pico más fino y oscuro, patas rojas más profundas, más pálida, la cabeza más clara y los ojos oscuros.
La gaviota de Hartlaub toma dos años para alcanzar la madurez. Las aves juveniles tienen una banda marrón a través de las alas. Se diferencian de las gaviotas cabecigrís de su misma edad en que carecen de una banda negra terminal en la cola, las zonas menos oscuras en las alas, patas oscuras y la cabeza blanca.

## Comportamiento
A pesar de que es una especie relativamente rara, aproximadamente la décima más rara de las 50 o más especies de gaviotas en el mundo, es común en su área de distribución y es ampliamente considerada en Ciudad del Cabo como una molestia, ensuciando edificios y bañándose en estanques urbanos. A veces es considerada como un peligro para los aviones cerca de los aeropuertos.
Como la mayoría de las gaviotas, es altamente gregaria en invierno, tanto cuando se alimenta como cuando se refugia por la noche. Es una especie ruidosa, especialmente en las colonias. La llamada es un estridente kaaarrh parecida a la de un cuervo. Esta especie es frecuentemente objeto de quejas por el ruido que hace en las zonas urbanas
Cerca de la mitad de la población total, estimada actualmente en alrededor de 30 000 aves, se encuentran dentro del área metropolitana de Ciudad del Cabo. Se reproduce en grandes colonias, y la principal colonia reproductora para la zona de Ciudad del Cabo se encuentra en la isla Robben. Los adultos vuelan al continente para encontrar alimento para sus polluelos, un ida y vuelta de aproximadamente 24 kilómetros.